# Ерміна Австрійська
Ермі́на Аме́лія Марі́я Австрі́йська (нім. Hermine Amelie Marie von Österreich), (нар. 14 вересня 1817 — пом. 13 лютого 1842) — австрійська ерцгерцогиня з династії Габсбургів, принцеса Угорщини та Богемії, донька палатина Угорщини Йозефа Антона Австрійського та принцеси Ерміни Ангальт-Бернбург-Шаумбург-Гоймської.
Від 1835 або 1839 і до самої смерті обіймала посаду принцеси-настоятельки Терезіанського інституту шляхтянок у Празі.

## Біографія
Ерміна та її брат-близнюк Стефан Франц народились 14 вересня 1817 року у Буді. Вони були дітьми палатина Угорщини Йозефа Антона Австрійського та його другої дружини Ерміни Ангальт-Бернбург-Шаумбург-Гоймської. Матір померла відразу після їхнього народження. Хоча стан дітей і не викликав побоювань, були побажання охрестити їх негайно. Зрештою, близнюки були охрещені 18 вересня. В той же день у газетах вийшло повідомлення про смерть їхньої матері.
За два роки батько оженився знову із вюртемберзькою принцесою Марією Доротеєю. Мачуха невдовзі добре вивчила угорську мову, багато займалася благодійністю. Від цього союзу у Ерміни та Стефана з'явилися молодші єдинокровні брати Александр та Йозеф Карл й сестри Єлизавета Франциска та Марія Генрієтта. Мешкало сімейство у Будайській фортеці та замку Альчут. Діти виховувалися в угорському дусі.
Шандор Лестян писав про Ерміну:«Батько поклонявся дочці до ідолопоклонства, а та, зі своїм сонячним настроєм, квітучою красою та доброю душею, стала улюбленицею Пешта та Буди». Газети також змальовували її красивою, доброю та скромною дівчиною. Йозеф навчав доньку переважно угорською мовою і згодом більшість речей ерцгерцогиня виголошувала саме нею. Багато займалася благодійністю.
Ще в дитинстві ерцгерцогині з'ясувалося, що вона має проблеми з хребтом. Лікарі пояснювали це туберкульозною інфекцією. Було зрозуміло, що дівчина навряд чи вийде заміж.
У 1830-х роках вона стала принцесою-настоятелькою Терезіанського інституту шляхтянок у Празі. Заклад не був церковним інститутом. Згідно уставу, розробленому імператрицею Марією Терезією, його члени не давали релігійних обітниць і не були зобов'язані присвятити своє життя Богові. Посада принцеси-настоятельки приносила 20 000 золотих на рік.
Ерміна померла 13 лютого 1842 року у Відні. 19 лютого повідомлення про її смерть з'явилися у газетах. Тіло принцеси перевезли до Будапешту, де поховали 21 лютого у крипті Будайської фортеці.
Посмертні дослідження показали, що ерцгерцогиня страждала від кіфосколіозу та мала деформацію грудної клітини.
Наступною настоятелькою Терезіанського інституту шляхтянок стала її троюрідна сестра Марія Кароліна Австрійська.

## Нагороди
- Орден Зіркового хреста (Австрійська імперія) (1834).[3]

## Вшанування пам'яті
- На честь Ерміни названий XIV район Будапешту (угор. Herminamező).